# نظام بناء جنو

خريطة تدفق لأداتين في نظام بناء جنو، هما autoconf وautomake.

نظام بناء جنو (بالإنجليزية: GNU build system)‏ ويعرف أيضاً باسم أوتوتولز (بالإنجليزية: Autotools)‏، هي باقة من أدوات البرمجة أُنتجت من قبل مشروع جنو. هذه الأدوات مصممة لتساعد على جعل مختلف حِزم الشيفرة المصدرية Source code محمولة Portable على العديد من أنظمة شبيهة يونكس. نظام بناء جنو جزء من سلسة أدوات جنو GNU toolchain وتستخدم بصورة واسعة في الكثير من حِزم البرامج المجانية والبرامج مفتوحة المصدر. على الرغم من أن الأدوات التي يشتمل عليها نظام بناء جنو برامج مجانية تحت رخصة جنو العمومية، فإنه ليس هناك قيود لاستخدامهم لصنع برامج غير مجانية محمولة.